# Doppelkopf
Doppelkopf (dosł. z niem. podwójna głowa), skrótowo zwany Doko – gra karciana pochodząca z Niemiec, w której czterech graczy formuje dwie wzajemnie rywalizujące drużyny (pary albo solista przeciw trzem wspólnikom). Gra bazuje na zbieraniu lew przez przebijanie karty tym samym kolorem lub trumfem. Punkty przyznawane są za osiągnięcie pewnych progów zebranych z kart oczek, deklaracje oraz specjalne akcje. Interesującym aspektem gry Doppelkopf jest to, że żaden z graczy nie wie na początku, z kim jest w drużynie.

## Historia
Gra pochodzi z Niemiec i najprawdopodobniej wywodzi się od gry Schafkopf. Pierwsze wzmianki o grze pochodzą z drugiej połowy XIX wieku, choć zyskała ona popularność dopiero w XX wieku. Powstała w Niemczech w 1982 organizacja Deutscher Doppelkopf-Verband (DDV) zajmuje się ujednolicaniem reguł i organizacją turniejów.

## Talia i przygotowanie do gry

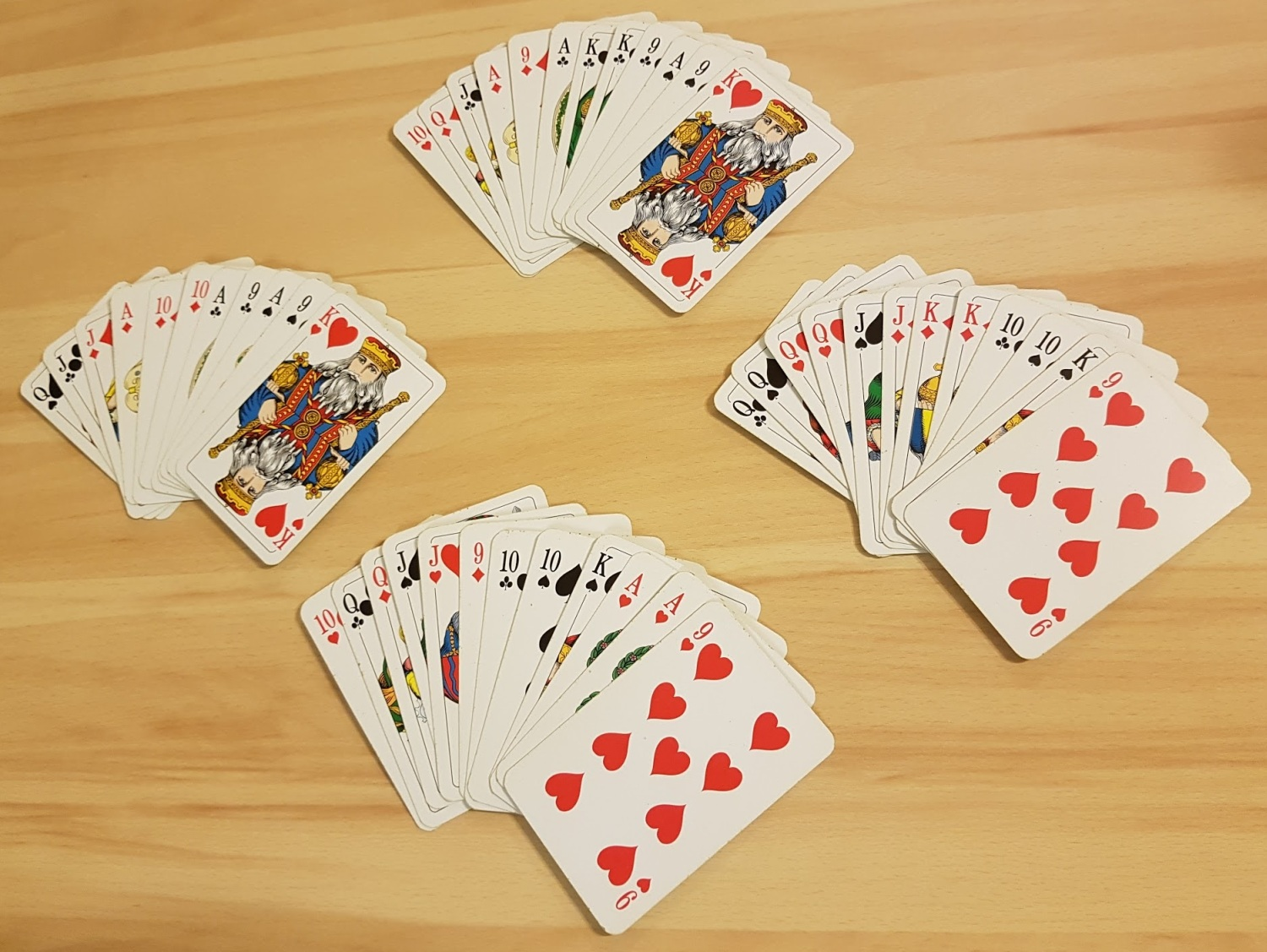
W grze Doppelkopf każdy gracz otrzymuje 12 kart (alternatywnie 10). Zdjęcie przedstawia karty posortowane wg trumfów i kolorów.

Talia do gry składa się z 48 (lub 40, w wariancie bez dziewiątek) kart, po osiem z każdej figury A, 10, K, D, J, 9 (figura każdego koloru występuje dwa razy). Pozyskując karty z dwóch standardowych talii kart, należy zadbać o to, by miały tę samą koszulkę (grafikę na rewersie). Czterech graczy najpierw wybiera losowo miejsca przy stole, następnie wybierany jest gracz jako pierwszy schodzący z karty np. przez losowe wyciągnięcie najwyższej karty.  

## Zasady gry
Poniżej spisane zasady są zgodne z wytycznymi DDV na dzień 01.04.2016 do gier turniejowych. Wariacje opisane są w rozdziale Wariacje.

### Ogólne zasady
Rozdawanie, zagrywanie kart oraz deklaracje odbywają się zgodnie z kierunkiem ruchu wskazówek zegara (od lewej do prawej). Jeden z graczy tasuje karty, a po przełożeniu stosu przez gracza po prawej rozdaje karty po trzy (nie po jednej) aż każdy z graczy otrzyma 12 kart. Grę rozpoczyna gracz po lewej od rozdającego. Pierwszą fazą gry jest wybór jej typu: normalna, różne rodzaje gry solo, ślub. W grze normalnej dwóch graczy posiadających ♣D  formuje drużynę Re, a pozostałych dwóch graczy tworzy drużynę Kontra. Nie od razu wiadomo, kto jest z kim w drużynie, co stanowi interesujący aspekt rozgrywki. Drużyna Re próbuje ugrać 121 oczek z kart zebranych wspólnie z lew, Kontra wygrywa, gdy drużynie przeciwnej się to nie uda.
Starszeństwo (nie biorąc pod uwagę trumfów) i wartości kart są takie same jak w grze tysiąc. Najwyższa karta to as, warta 11 oczek, następna jest dziesiątka warta 10 oczek, potem król - 4 oczka, dama - 3, walet - 2, dziewiątka - 0. W sumie wszystkie karty warte są 240 oczek. Do wyrzuconej na stół karty gracze dokładają kartę w tym samym kolorze lub jeśli to niemożliwe, trumf lub kartę w innym kolorze. Lewę zabiera gracz o najwyższej karcie w zagrywanym kolorze lub, jeśli przebijano trumfami, o najwyższy trumfie. W przypadku wyłożenia przez dwóch graczy tej samej wygrywającej karty, lewę zabiera gracz, który wyłożył ją jako pierwszą. Gracz, który zabrał lewę, wykłada kolejną kartę. 
Po zakończeniu rozdania liczone są oczka z kart obu drużyn. Drużyna wygrywająca zdobywa specjalnie liczone punkty dodatnie, a przegrywająca tyle samo punktów ujemnych (patrz: Punktacja). Turniejowa rozgrywka składa się z 24 rozdań. W luźnych grach można ustalić tę liczbę na inną, ale podzielną przez 4. W każdym rozdaniu drużyny mogą być inne, a w końcowym rozrachunku gracz gra wyłącznie na swoje konto.

### Wybór typu gry
Po rozdaniu kart następuje faza wyboru gry. Każdy z graczy, począwszy od pierwszego, ogłasza:
- Zdrowy (niem. Gesund), co oznacza, że chce grać normalną grę, lub
- Zastrzegam (niem. Vorbehalt), co oznacza, że chce grać solo lub ogłosić ślub (niem. Hochzeit).

W przypadku, gdy istnieją gracze zastrzegający, muszą oni następnie po kolei ogłaszać typ zastrzeżenia:
- Solo przymusowe (niem. Pflichtsolo), lub
- Solo dobrowolne (niem. Lustsolo), lub
- Ślub (niem. Hochzeit)

W przypadku większej liczby zastrzegających graczy pierwszeństwo do gry ma gracz z solo przymusowym, następnie ten z solo dobrowolnym, na końcu gracz ogłaszający ślub. Gdy dwóch graczy zastrzega to samo, pierwszeństwo ma zastrzegający jako pierwszy.

#### Gra normalna
Rozgrywana jest wtedy, gdy wszyscy gracze są zdrowi. Dzieje się tak zazwyczaj, gdy dwóch graczy ma po jednej damie trefl i żaden z graczy nie ma na tyle dobrych kart, by grać solo. Gracze z ♣D (damy trefl zwane są staruszkami, niem. die Alten) formują drużynę Re i muszą ugrać 121 punktów. Pozostali dwaj gracze tworzą drużynę Kontra i wygrają, gdy przegra Re. Trumfami są wszystkie damy, walety i karo, oraz  ♥10 (niem. Dulle). Szczegóły starszeństwa trumfów przedstawia tabela obok.

#### Solo
Raz podczas gry, przy jednym z rozdań, gracz musi podjąć się grania gry solo. Mówimy wówczas o solo przymusowym. Gracz grający solo przymusowe rozpoczyna grę (zagranie pierwszej karty), nawet jeśli nie siedzi na lewo od rozdającego. Jeśli gracze nie zdeklarują się grać solo przymusowego na czas, zostanie to im narzucone w ostatnich rozdaniach. Solo dobrowolnego może podjąć się gracz z wyjątkowo dobrymi kartami, nawet jeśli już ma solo przymusowe za sobą. Uwaga: w tym przypadku grę rozpoczyna gracz siedzący na lewo od rozdającego karty. W obu przypadkach gracz solista jest sam w drużynie Re, a pozostała trójka graczy jest Kontrą. Solista może wiele zyskać, ale też wiele stracić: jego punkty są bowiem mnożone przez 3, zarówno dodatnie w przypadku wygranej, jak i ujemne w przypadku przegranej.
Zaletą grania solo jest fakt, że gracz decyduje na samym początku gry (przed rzuceniem pierwszej karty), które karty będą trumfami w rozgrywce. Do wyboru jest siedem możliwości:
- Solo karo – trumfy są identyczne jak w grze normalnej,
- Solo kier – podobnie jak w grze normalnej ♥10, damy i walety pozostają trumfami, ale z pozostałych kart zamiast karo trumfami są kiery.
- Solo pik – analogicznie jak w przypadku solo kier, tylko trumfami są piki.
- Solo trefl – analogicznie jak w przypadku solo kier, tylko trumfami są trefle.
- Solo z damami (niem. Damensolo) – trumfami są wyłącznie damy, ich starszeństwo ze względu na kolor jest analogiczne jak w grze normalnej.
- Solo z waletami (niem. Bubensolo) – trumfami są wyłącznie walety, ich starszeństwo ze względu na kolor jest analogiczne jak w grze normalnej.
- Solo bezmięsne (niem. Fleischlos) – w grze nie ma trumfów.

#### Ślub
Gdy obie ♣D znajdą się w posiadaniu jednego gracza, może on ogłosić ślub (niem. Hochzeit). Wówczas tworzy on drużynę z graczem, który jako pierwszy weźmie lewę w przeciągu trzech pierwszych zagrań. Lewę tę nazywamy rozstrzygającą. Obaj gracze tworzą wówczas drużynę Re, a pozostali Kontrę i gra toczona jest na takich samych zasadach jak gra normalna. Jeśli wszystkie trzy pierwsze lewy zbierze gracz z damami trefl, to gra on solo karo.
Oprócz ślubu gracz ze staruszkami może naturalnie ogłosić solo. Może również całkowicie zrezygnować z zastrzeżeń. Jeśli wszyscy zadeklarowali zdrowie (gra normalna), ale jeden z graczy ma dwie damy trefl, to gra on w istocie ciche solo (równoważne z solo karo), o czym nie wie reszta graczy, dopóki nie wyrzuci on dwóch ♣D.

### Deklaracje
Grę Doppelkopf mocno ubarwiają deklaracje, dzięki którym można zdobyć więcej punktów pod koniec rozgrywki. Deklaracje można składać w dowolnym momencie gry (nie trzeba czekać na swoją rundę), jednak pod warunkiem, że ma się na ręku pewną określoną, minimalną liczbę kart, oraz że zakończono fazę wyboru gry i zakończono wyłanianie drużyn w przypadku ślubu (lewa rozstrzygająca została wzięta). Istnieją dwie deklaracje (niem. Ansage) ujawniające swoją przynależność do konkretnej drużyny (nawet jeśli ta przynależność już jest znana lub gra jest typu solo):
- Re - deklaracja przynależenia do drużyny Re. Wymaga 11 kart na ręku w chwili wypowiadania.
- Kontra - deklaracja przynależenia do drużyny Kontra. Wymaga 11 kart na ręku w chwili wypowiadania.

Wymagane 11 kart jest zmniejszone do 10 lub 9 w przypadku ślubu, w którym lewa rozstrzygająca była drugą lub trzecią lewą. Wymagana liczba kart jest też zmniejszona o 1, jeśli nasza deklaracja jest reakcją na deklarację drużyny przeciwnej (np. jeśli przeciwnik wypowie Re mając 11 kart, a my w danym momencie mamy już tylko 10 kart, to wypowiedzenie Kontra jest dozwolone). Uwaga: jeśli w grze padnie deklaracja Kontra, ale nie padnie deklaracja Re to Kontra musi ugrać 121 oczek, żeby wygrać, a Re tylko 120. We wszystkich innych przypadkach Re musi ugrać 121 oczek.
Oprócz deklaracji przynależności do drużyn można składać deklarację ugrania większej liczby oczek (niem. Absage). Takie ogłoszenie utrudnia wygranie gry, ale jednocześnie sprawia, że do wygranej dostaniemy dodatkowe punkty. Ową deklarację gracz może złożyć jedynie, gdy jego drużyna złożyła w odpowiednim czasie deklarację Re/Kontra. Możliwe są następujące deklaracje:
- Mniej niż 90 (niem. Keine 90) - deklaracja oznacza, że drużyna przeciwna nie ugra 90 oczek, a co za tym idzie musimy zdobyć 151 oczek. Do złożenia deklaracji wymagane minimum 10 kart na ręku.
- Mniej niż 60 (niem. Keine 60) - deklaracja oznacza, że drużyna przeciwna nie ugra 60 oczek, a co za tym idzie musimy zdobyć 181 oczek. Do złożenia deklaracji wymagane minimum 9 kart na ręku.
- Mniej niż 30 (niem. Keine 30) - deklaracja oznacza, że drużyna przeciwna nie ugra 30 oczek, a co za tym idzie musimy zdobyć 211 oczek. Do złożenia deklaracji wymagane minimum 8 kart na ręku.
- Na czarno (niem. Schwarz) - deklaracja oznacza, że drużyna przeciwna nic nie ugra, a co za tym idzie musimy zdobyć wszystkie 240 oczek. Do złożenia deklaracji wymagane minimum 7 kart na ręku.

Również w przypadku tych deklaracji, wyłonienie drużyn dopiero po zebraniu 2 czy 3 lewy w przypadku ślubu, obniża wymaganą liczbę kart o 1 czy 2 (np. z 10 kart na ręku do 9 bądź 8). Deklaracje należy składać ujawniając samemu swoją przynależność do drużyny, mówiąc na przykład Re, Mniej niż 90, nawet jeśli wcześniej zrobił to inny członek drużyny. Uwaga, nie można deklarować Mniej niż 60 jeśli wcześniej nie deklarowaliśmy Mniej niż 90. Wyjątkiem jest, gdy mamy nadal 10 kart na ręku, wówczas powiedzenie Mniej niż 60 jest jednoznaczne z powiedzeniem Mniej niż 90, Mniej niż 60 (wszystkie słabsze deklaracje są wliczone). 

### Punktacja
Po zakończonej rozgrywce, obie drużyny liczą oczka z kart ze wspólnie zebranych lew i wyłaniany jest zwycięzca. Drużyna zwycięska liczy punkty zgodnie z poniższymi regułami i dostaje je na plus, drużynie przegrywającej tę samą liczbę punktów odejmuje się.
- Wygrana: +1 punkt
- Drużyna zwycięska ugrała:
  - 151 oczek: +1 punkt
  - 181 oczek: +1 punkt
  - 211 oczek: +1 punkt
  - 240 oczek: +1 punkt
- W grze padła deklaracja (nie ważne, od której drużyny):
  - Re: +2 punkty
  - Kontra: +2 punkty
- Drużyna Re deklarowała:
  - Mniej niż 90: +1 punkt
  - Mniej niż 60: +1 punkt
  - Mniej niż 30: +1 punkt
  - Na czarno: +1 punkt
- Drużyna Kontra deklarowała:
  - Mniej niż 90: +1 punkt
  - Mniej niż 60: +1 punkt
  - Mniej niż 30: +1 punkt
  - Na czarno: +1 punkt
- Drużyna zwycięska ugrała:
  - 120 lub więcej oczek wobec deklaracji Mniej niż 90 drużyny przeciwnej: +1 punkt
  - 90 lub więcej oczek wobec deklaracji Mniej niż 60 drużyny przeciwnej: +1 punkt
  - 60 lub więcej oczek wobec deklaracji Mniej niż 30 drużyny przeciwnej: +1 punkt
  - 30 lub więcej oczek wobec deklaracji Na czarno drużyny przeciwnej: +1 punkt

W grze normalnej oprócz powyższych obliczeń należy pod uwagę wziąć punkty specjalne wynikające z osiągnięcia określonych celów. Zarówno drużyna zwycięska, jak i przegrana dokonuje obliczeń. 
- Doppelkopf: +1 punkt za zabranie lewy wartej minimum 40 punktów;
- Lis ◆A (niem. Fuchs): +1 punkt za zabranie lewy z asem karo przeciwnika (złapanie lisa przeciwnikom);
- Wygrana przeciwko staruszkom (Re): +1 punkt;
- Karolek ♣J (niem. Karlchen): +1 punkt za udane zabrania ostatniej lewę za pomocą waleta trefl (Karolka) .

Ostatecznie drużyna zwycięska zdobywa (Punkty Zwycięzcy podpkt a. do f.)+(Punkty Specjalne Zwycięzcy)-(Punkty Specjalne Przegranego) punktów. Natomiast drużyna przegrana otrzymuje -(Punkty Zwycięzcy podpkt a. do f.)-(Punkty Specjalne Zwycięzcy)+(Punkty Specjalne Przegranego) punktów. 
Punkty specjalne liczy się tylko dla gier normalnych. W grach solo rozliczać się należy tylko z podpunktów a,b,c,d,e,f. Ponadto, w grze solo gracz grający sam ma liczbę punktów (czy dodatnich, czy ujemnych) pomnożoną przez 3. Trzej gracze z przeciwnej drużyny otrzymują normalne stawki punktowe z przeciwnym znakiem.
Po zsumowaniu punktów wszystkich graczy zawsze musi wyjść 0.
W przypadku remisu, tj. gdy żadna z drużyn nie spełniła warunków zwycięstwa, obie drużyny naliczają sobie punkty z podpunktów b, f oraz punkty specjalne. Kontra dostaje (PunktyKontry-PunktyRe) punktów, a Re (PunktyRe-PunktyKontry) punktów.

## Wariacje
W grze Doppelkopf istnieje wiele dodatkowych reguł:
- Grę można grać bez ♥10 jako trumfa, bez ♣J jako Karolka zabierającego ostatnią lewę.
- Ogłaszanie Re/Kontra może nie dodawać dwa punkty, ale mnożyć je przez dwa.